# Dominique Aveline
Pour les articles homonymes, voir Aveline.
Dominique Aveline, né le 3 avril 1940 à Garches et mort le 13 mars 2009 à Poitiers, est un acteur pornographique français actif dans les années 1970 et 80.

## Biographie
Enfant de l'assistance, gitan de naissance, il n'aura que peu connu sa mère et pas son père. Dominique Aveline débute sur scène en participant à des spectacles pornographiques dans des théâtres spécialisés, où son endurance lui vaut le surnom de « martien ». Moustachu et buriné, il devient ensuite l'un des visages les plus familiers du X français. Après avoir quitté le porno, il devient viticulteur dans le Bordelais. 
Dans les années 2000, il refait quelques apparitions dans les films Les Tontons tringleurs d'Alain Payet (qui remet à l'affiche plusieurs autres vedettes masculines du X français des années 1970) et Les Campeuses de Saint-Tropez, du même réalisateur.
Il est décédé des suites d'un AVC, le 13 mars 2009, à l'âge de 68 ans.

## Filmographie partielle
- 1977 : Helga, la louve de Stilberg d'Alain Payet
- 1977 : Perversités suédoises de Jean-Claude Roy : l'automobiliste complaisant
- 1977 : Belles d'un soir de Frédéric Lansac
- 1978 : Call Girls de luxe de Gérard Kikoïne
- 1978 : Collégiennes à tout faire
- 1978 : Porno Roulette
- 1978 : Ondées Brulantes
- 1978 : Les Grandes Jouisseuses
- 1979 : Pénétrez-moi par le petit trou
- 1979 : La Grande Mouille ou  Parties de chasse en Sologne de Burd Tranbaree (Claude Bernard-Aubert)
- 1979 : Monique
- 1979 : Les Soirées d'un couple voyeur de Jean-Claude Roy (sous le nom de Patrick Aubin)
- 1979 : Maîtresse pour couple
- 1979 : La Grande Lèche ou Les Esclaves sexuelles de Burd Tranbaree (Claude Bernard-Aubert)
- 1980 : Les Suceuses ou Infirmières à tout faire de Burd Tranbaree (Claude Bernard-Aubert)
- 1980 : Le Dévoyeur ou Amours très intimes pour couples, ou Le Droit de cuissage de Burd Tranbaree (Claude Bernard-Aubert)
- 1980 : Les Petites Écolières de Frédéric Lansac (Claude Mulot)
- 1981 : L'Éducatrice
- 1981 : Madchen, Madchen, Madchen
- 1981 : Paris Telefon 666
- 1981 : Innocence impudique
- 1982 : Jungmädchenträume
- 1982 : Madchen im Spiegel der Lust
- 1982 : Jouir jusqu'au délire
- 1983 : Hey Baby, hey
- 2000 : Les Tontons tringleurs d'Alain Payet
- 2002 : Les Campeuses de Saint-Tropez d'Alain Payet